# Marquesado de Busianos
El marquesado de Busianos es un título nobiliario español, creado por el rey Carlos II el 11 de febrero de 1686 a favor de Catalina Andía Irarrazábal y Vivero, dama de la reina y viuda del correo mayor del reino de Valencia.
La denominación del título se refiere a la dehesa de Busianos en la provincia de Zamora que perteneció a la familia de los Vivero.

## Titulares
|                        | Titular                                            | Periodo                |
| Creación por Carlos II | Creación por Carlos II                             | Creación por Carlos II |
| ---------------------- | -------------------------------------------------- | ---------------------- |
| I                      | Catalina Andía-Irarrazábal y Vivero                | 1686-1703              |
| II                     | Fernando de Valda y González de Andía              | 1703-1756              |
| III                    | Cristóbal de Valda y González de Andía-Irarrázabal | 1756-1760              |
| IV                     | Cristóbal Francisco de Valda y Carroz              | 1769-1800              |
| V                      | José Joaquín Valda y Maldonado                     | 1800-1826              |
| VI                     | Ana Agapita de Valda y Teijeiro de Valcárcel       | 1826-1854              |
| VII                    | José Eusebio de Bernuy y Valda                     | 1855-1856              |
| VIII                   | Francisco de Paula de Bernúy Osorio de Moscoso     | 1857-1859              |
| IX                     | Manuela de Orozco y Bernuy                         | 1859-1863              |
| X                      | José María Messía y Orozco                         | 1863-1874              |
| XI                     | Ramón Messía y Almansa                             | 1879-1889              |
| XII                    | José María Messía y Almansa                        | 1890-1908              |
| XIII                   | José Salvador Messía y Olivares                    | 1909-1962              |
| XIV                    | José Luis Messía Jiménez                           | 1964-1997              |
| XV                     | Pilar Messía Jiménez                               | 1999-2012              |
| XVI                    | Ana María Messía y Jiménez                         | 2014-2022              |
| XVII                   | Gaspar Saro Domingo                                | 2022-actual titular    |

## Historia de los marqueses de Busianos
- Catalina Andía-Irarrazábal y Vivero (m. 1703), I marquesa de Busianos,[1] hija de Francisco Fernando de Andía Irarrazábal y Francisca de Andía y Vivero, marqueses de Villahermosa y vizcondes de Santa Clara de Avedillo.[3]

Casó el 11 de mayo de 1687 con Pedro Ignacio de Valda Figuerola y Pardo de Lacasta, hijo de Fernando de Valda y Castelví y de Leonor Figuerola Pardo de Lacasta. Sucedió su hijo:
- Fernando de Valda y González de Andía, II marqués de Busianos.[1]

En 22 de diciembre de 1756, sucedió su hermano:
- Cristóbal de Valda y González de Andía-Irarrázabal (m. 9 de septiembre de 1760), III marqués de Busianos,[1] VI marqués de Valparaíso, grande de España,[4] VI marqués de Villahermosa y VII vizconde de Santa Clara de Avedillo.

Casó el 24 de junio de 1730 con Antonia Carroz y Pardo de la Casta, hija de Gaspar Carroz de Calatayud, III conde de Cirat, barón de Agrés y de Sella, y de Teresa de Civerio Folch de Cardona. En 15 de enero de 1769 sucedió su hijo:
- Cristóbal Francisco de Valda y Carroz (m. 14 de diciembre de 1800), IV marqués de Busianos,[1] VII marqués de Valparaíso, grande de España,[4] VII marqués de Villahermosa, vizconde de Santa Clara de Avedillo, teniente general, capitán de la Compañía Americana del Real Cuerpo de Guardia de Corps, caballero de la Orden de Santiago, gentilhombre de Cámara del rey y Gran Cruz de Carlos III.[5]

Casó el 5 de agosto de 1750 con Joaquina Maldonado y Boil de la Scala, hija de Joaquín Antonio Maldonado y Rodríguez de las Varillas, II conde de Villagonzalo, grande de España, y de Josefa Boil de la Scala. Le sucedió su hijo:
- José Joaquín Valda y Maldonado  (m. 8 de abril de 1826), V marqués de Busianos,[1] VIII marqués de Valparaíso, grande de España,[4] VIII marqués de Villahermosa, vizconde de Santa Clara de Avedillo, teniente general de los Reales Ejércitos, Gran Cruz de Carlos III.[7]

Casó con María Antonia Teijeiro-Valcárcel de Rocafull, IV marquesa de Albudeyte y IV condesa de Montealegre, hija de Luis Bernardo Teijeiro de Valcárcel y de Josefa Puigmarín de Rocafull. Le sucedió su hija:
- Ana Agapita de Valda y Teijeiro de Valcárcel (1784-4 de marzo de 1854), VI marquesa de Busianos,[1] IX marquesa de Valparaíso,[4] V marquesa de Albudeyte,[8] marquesa de Villahermosa, V condesa de Montealegre,[7] X vizcondesa de Santa Clara de Avedillo.

Casó, el 16 de diciembre de 1803, con Francisco de Paula Bernuy y Valda (Écija, 18 de noviembre de 1787-Madrid, 3 de agosto de 1855), teniente general de los Reales Ejércitos, director del Real Cuerpo de Guardias de Corps, Cruz Laureada de San Fernando (1825), Gran Cruz de Carlos III (1829), Cruz de la Orden de Isabel la Católica (1832) y Cruz de la Orden de San Hermenegildo (1833), hijo de Fadrique José de Bernuy y Fernández de Henestrosa, VI marqués de Benamejí, y de Francisca de Paula Valda y Maldonado. En 12 de febrero de 1855, le sucedió su hijo:
- José Eusebio de Bernuy y Valda (1804-Londres, 24 de abril de 1856), VII marqués de Busianos,[1] X marqués de Valparaíso, grande de España,[4] VI marqués de Albudeyte,[8] marqués de Villahermosa, VI conde de Montealegre.[7]

Casó con María Antonia Osorio de Moscoso y Ponce de León (m. 1877), hija de Vicente Isabel Osorio de Moscoso y Álvarez de Toledo, X duque de Sanlúcar la Mayor, VII duque de Atrisco, VIII duque de Medina de las Torres, XIV duque de Sessa, XIII duque de Soma, XII duque de Baena, XVI duque de Maqueda, etc. En 12 de junio de 1857, sucedió su hijo:
- Francisco de Paula de Bernúy Osorio de Moscoso ((Madrid, 24 de enero de 1824-9 de agosto de 1873), VIII marqués de Busianos,[1] XI marqués de Valparaíso, grande de España,[4] VII marqués de Albudeyte,{{Harvnp|Salazar y Acha|2012|p=353} marqués de Villahermosa, gentilhombre de cámara del rey.[7]

Sin descendientes, en 8 de mayo de 1859, le sucedió su sobrina a quien cedió el título:
- Manuela de Orozco y Bernuy (Úbeda, 31 de diciembre de 1798-16 de abril de 1863),[11] IX marquesa de Busianos.[1]

Casó el 16 de octubre de 1822, en Úbeda, con Ramón Messía y Aranda (m. 23 de junio de 1862). En 27 de julio de 1863 sucedió su hijo:
- José María Messía y Orozco (Úbeda, 20 de septiembre de 1823-12 de octubre de 1874),[11] X marqués de Busianos.[1]

Casó el 24 de abril de 1855, en Jaén, con María Asunción de Almansa Cañavate, hija de Miguel de Almansa y Pérez Herrasti (1800-1848) y V vizconde del Castillo de Almansa, y de María Concepción Cañavate y Gámiz, V marquesa del Cadimo. En 4 de junio de 1879, sucedió su hijo:
- Ramón Messía y Almansa, XI marqués de Busianos.[1]

En 23 de octubre de 1890, sucedió su hermano:
- José María Messía y Almansa (Úbeda, 27 de febrero de 1866-Úbeda, 29 de agosto de 1908),[12] XII marqués de Busianos.[1]

Casó el 26 de mayo de 1888 con Ana Olivares y Pagés (m. Úbeda, 30 de julio de 1939). En 21 de abril de 1909 sucedió su hijo:
- José Salvador Messía y Olivares (n. Córdoba, 6 de agosto de 1891),[12] XIII marqués de Busianos.[1]

Casó en 1919 con María del Pilar Jiménez y Brull del Mármol y Seoane. En 12 de junio de 1964, sucedió su hijo:
- José Luis Messía Jiménez (Baños de la Encina, 25 de noviembre de 1920-Madrid, 23 de noviembre de 1997), XIV marqués de Busianos[1] y embajador de España ante el Consejo de Europa[13] y en la República Argentina.[14]

En 16 de marzo de 1999, sucedió su hermana:
- Pilar Messiá Jiménez (m. Madrid, 11 de julio de 2012[15]), XV marquesa de Busianos.[1]

En 13 de octubre de 2014 sucedió su hermana:
- Ana María Messía y Jiménez (m. Madrid, 6 de mayo de 2019[16]), XVI marquesa de Busianos.

- Gaspar Saro Domingo, XVII marqués de Busianos.[17]